# Talsperre Daroeira
Die Talsperre Daroeira (portugiesisch Barragem da Daroeira) liegt in der Region Alentejo Portugals im Distrikt  Setúbal. Sie staut den Messejana, einen rechten (östlichen) Nebenfluss des Sado zu einem Stausee (port. Albufeira da Barragem da Daroeira) auf. Die Kleinstadt Alvalade befindet sich ungefähr fünf Kilometer nordwestlich der Talsperre.
Die Talsperre wurde 1953 fertiggestellt. Sie dient der Bewässerung. Die Talsperre ist im Besitz der Sociedade Agrícola da Quinta da Freiria.

## Absperrbauwerk
Das Absperrbauwerk ist ein Staudamm mit einer Höhe von 16 m über dem Flussbett. Die Dammkrone liegt auf einer Höhe von 106 m über dem Meeresspiegel. Die Länge der Dammkrone beträgt 483 m und ihre Breite 7 m.
Der Staudamm verfügt sowohl über einen Grundablass als auch über eine Hochwasserentlastung.

## Stausee
Beim normalen Stauziel von 103 m erstreckt sich der Stausee über eine Fläche von rund 1,05 km² und fasst 5,6 Mio. m³ Wasser.